# Fruktooligosaharid
Fruktooligosaharid (FOS, oligofruktoza, oligofruktan) je oligosaharid fruktana. On se koristi kao alternativni zaslađivač. FOS manifestuje nivoe slatkoće koji imaju 30 i 50 posto slatkoće šećera. On se javlja u prirodi. Komercijalna primena je razvijena tokom 1980-tih u odgovoru na potražnju za zdravijom hranom sa manjom kalorijskom vrednošću.

## Hemija
Dve različite klase fruktooligosaharidnih smeša se industrijski proizvode. One su bazirane na degradaciji inulina ili procesima transfruktozilacije.
FOS se može proizvesti degradacijom inulina, ili polifruktoze, polimera -fruktoznih monomera vezanih β(2→1) vezama sa terminalno α(1→2) vezanom -glukozom. Stepen polimerizacije inulina je u opsegu od 10 do 60. Inulin se može enzimatski ili hemijski degradirati do smeše oligosaharida sa opštom strukturom  i , gde su n i m u opsegu od 1 do 7. Taj proces se u izvesnoj meri javlja u prirodi, te se ti oligosaharidi mogu naći u velikom broju biljki, posebno u jerusalimskoj artičoki i u cikoriji. Glavne komponente komercijalnih proizvoda su kestoza (GF2), nistoza (GF3), fruktozilnistoza (GF4), bifurkoza (GF3), inulobioza (F2), inulotrioza (F3), i inulotetraoza (F4).
Druga klasa fruktooligosaharida se priprema putem transfruktozilacije β-fruktozidazom iz Aspergillus niger na saharoznom supstratu. Rezultujuća smeša ima opštu formulu , sa n i opsegu od 1 do 5. U suprotnosti sa FOS derivatima iz inulina, nisu prisutne samo β(1→2) veze nego se i druge veze javljaju, mada u manjoj meri.